# Alexandru I. Gonța
Alexandru I. Gonța (n. 10 august 1918, Glodeni, județul Bălți, azi în Republica Moldova – d. 24 ianuarie 1977, București) a fost un istoric și cercetător român, considerat drept unul dintre cei mai buni cunoscători ai istoriei medievale românești din aria est – carpatică.

## Viața și activitatea profesională
Alexandru I. Gonța s-a născut la 10 august 1918, în comuna Glodeni, județul Bălți, ca fiu al lui Ioan și Maria Gonța. Urmează școala primară în comuna Mălăești, același județ, între anii 1925 – 1929. Se înscrie la seminarul teologic de la Edineț, însă în urma desființării acestuia, se transferă la Seminarul „Veniamin Costachi”de la Iași.  În 1937, după abslovirea Seminarului, se înscrie la Faculatea de Teologie din Chișinău. Aici are ca mentori personalități de prim rang în domeniul cercetării trecutului românesc. Printre aceștia se numără Alexandru Boldur, care îi deschide porțile cercetării științifice, încadrându-l ca asistent universitar la Catedra de Istorie, Constantin N. Tomescu și Toma G. Bulat, editori ai revistei documentare Arhivele Basarabiei, care îi servesc drept model, îl orienteză și încurajează. Până în 1942 studiază la Universitatea din Cernăuți, unde se leagă spiritual de o altă personalitate marcantă a epocii, profesorul Semion Reli. 
Revenind la Iași, la îndrumarea reputatului jurist și filolog Ștefan Berechet, urmează cursurile Facultății de Drept. Tot aici se întâlnește cu unul dintre cei mai mari cercetători de documente vechi, Mihai Costăchescu, care-l inițiază în domeniul său de predilecție. Rezultatul anilor săi de studenție a fost unul impresionant pentru acea epocă: Licența în Teologie în 1942, la Cernăuți, Licența în Drept în 1947 și Licența în Litere și Filosofie cu profilul Istorie, în 1948, la Iași.
În paralel, în perioada 1942 – 1947 deține funcția  de paleograf la Arhivele Statului din Iași, apoi,  în anii 1947 – 1948,  este profesor  și director la Liceul din Trușești. În perioada 1948 – 1951 activează ca asistent și conferențiar suplinitor la Facultatea de Istorie din Iași, iar între anii 1951 – 1952, ca cercetător la Institutul de Istorie  și Arheologie „A. D. Xenopol”. În toamna lui 1952 se transferă la București, unde devine colaborator al  Institutului de Istorie „Nicolae Iorga”, în cadrul căruia va activa până la sfârșitul vieții, în anul 1977.
În cercetare, preocuparea sa principală a fost Moldova medievală. A redactat, în 32 de ani, peste 60 de lucrări de proporții și de o extrem de însemnată valoare pentru patrimoniul național.
Elev al lui Ilie Minea, Alexandru Gonța își urmeză magistrul în efortul unei cât mai întinse documentări. Spre exemplu, pentru cartea „Românii și hoarda de aur” au fost utilizate mai bine de 72.000 de fișe. În suita de lucrări tipărite în 11 volume (Moldova în secolele XIV-XVII) indicele numelor de persoane cuprinde 5285 de pagini iar indicele numelor de localități 1113 pagini. La studiile personale se adaugă lucrările cerute de planul de lucru al Institutului „Nicolae Iorga” și articole reflectând opinia autorului asupra unor teme contemporane. 
Cu toată opera sa imensă și valoroasă, care încă nu a fost editată în întregime, pe tot timpul carierei a fost marginalizat și persecutat pentru că aducea documente privind istoria românilor care nu erau conforme cu intențiile politice ale perioadei socialiste și, mai ales, ale istoricilor sovietici.

## Lucrări semnificative
Opera sa cuprinde peste 60 de lucrări, dintre care menționăm următoarele:

### Lucrări publicate în timpul vieții
- Unele aspecte ale politicei lui Ștefan cel Mare (1957)
- Locul unde s-a dat bătălia dintre Ștefan cel Mare și Petru Aron (1958)
- Mînăstirea de la Greci din țarina Iașilor (1959)
- Campania lui Mihai Viteazul în Moldova (1960)
- Firmanul pentru convocarea divanurilor ad-hoc și problema Unirii Principatelor Române (1960)
- Fondarea celui dintâi spital în Moldova (1962)
- Orașul moldovenesc în veacul al XV-lea (1963)
- Puterea economică a mînăstirii Putna (1966)
- Strategia lui Ștefan cel Mare în bătălia de la Baia (1967)
- Circulația monetară din Moldova în sec. XIV-XV (1968, Munchen)
- Drepturile femeilor în Moldova secolelor XIV-XVI (1974)

### Publicații postume
- România și Hoarda de Aur 1241-1502 (publicata in 1983 si re-publicata in 2010)
- Satul în Moldova Medievală.  Instituțiile (publicata in 1986)
- Legaturile Economice dintre Moldova și Transilvania în secolele XIII-XVII (publicata in 1989)
- Documente Privind Istoria României.  A. Moldova. Veacurile XIV-XVII (1384-1625). Indicele Numelor de Locuri (publicata in 1990)
- Relațiile Românilor cu Slavii de Răsărit până la 1812 (publicata in 1993)
- Documente Privind Istoria României.  A. Moldova. Veacurile XIV-XVII (1384-1625). Indicele Numelor de Persoane (publicata in 1995)
- Studii de Istorie Medievală (publicata in 1998)